# Картуш (изкуство)
Картушът е декоративна рамка в орнаментиката. Картушите могат да обрамчват гербове, портрети, картини или плочи с гравюри. Картушите се използват главно от ренесанса до рококото и по-късно отново в историцизма. Картушите са се използвали и се използват в широки области от изкуствата и занаятите, включително архитектурата.

## Етимология
Терминът картуш етимологически произлиза от гръцки: χάρτης или chártēs и латински: charta и означава нещо в смисъл на „папирусен храст", „папирусна ролка“ (свитък), „папирусен лист“, „хартия“, „лист хартия“ (думата хартия също произлиза от гръцки: χάρτης или chártēs и латински: charta, а англосаксонското дума за хартия paper от папирус). Думата е заимствана от на френски: cartouche, което се основава на италианското cartoccio и означава „картонена ролка“. На тази етимология съответстват често подвиващите се ъгли и ръбове на картушите.

## Картуши в архитектурата
Картушите са били популярни форми в архитектурата на ренесанса и барока и често са служили сами като декорация, без да са били изпълнени с каквото и да било съдържание (въпреки че по принцип играят ролята на вид рамка за други обекти). Според дефиницията в архитектурата те се различават от рамките за картини по това, че не са подвижни, а по-скоро вид скулптурен компонент на околната архитектура.
Нидерландският картуш с вид на свитък или хрущялоподобни форми (крила на прилепи, кучешки уши) влиза в употреба във френската класика по време управлението на Луи ХІІІ и типичния за него стил. Пример за това е дворец Чеверни. Във френския вариант картушите са удължени, както например в Париж, Сен Жерве и Фонтенбло.
- Maison du Cerf в Брюксел
- Горният Белведере във Виена
- Пример за картуш супрапорте (специален картуш над порта/врата) в архитектурата: Maison Stoltz-Grimm в Андлау (Елзас)
- Друг пример за картуш супрапорте: Tyska Skolgränd в Стокхолм
- Пример за картуш от щукатура в манастира Булбон, департамент От Гарон, Франция

## Други определения
Определението на творческия термин картуш в архитектурата се различава от други определения, които не се основават непременно на принципа на неподвижност, като например, в изкуството на японската цветна дърворезба, в дърворезбата при обработка на печати или в египтологията, в сферата на печатарството и обикновено в живописта (изключение: стенна живопис). Като чист термин на изкуството, картушът се дефинира обикновено без значение от неговата подвижност и материал.
- Пример за картуш в египтологията: Името на фараон Менес
- Пример за картуш в печатарството
- Пример за картуш в дърворезбата на печати (първи японски държавен печат)
- Пример за надпис в картуш на карта от Йоханес Майер
- Пример за надпис в картуш на глобус (1765 г.)
- Картина от Себастиан Муньос с две употреби на картуши

## Виж също
- Картуш в египтологията